# Cochinoca megye
Cochinoca egy megye Argentínában, Jujuy tartományban. A megye székhelye Abra Pampa.

## Települések
Önkormányzatok és települések (Municipios)
| - Abra Pampa (Municipio) | - Abdón Castro Tolay (Comisión municipal) - Abraleite (Comisión municipal) - Puesto del Marqués (Comisión municipal) |

Vidéki központok ( centros rurales de población)
| - Rinconadillas - Santuario de Tres Pozos - Casabindo - Tusaquilla - Cochinoca - San Francisco de Alfarcito - Nuevo Arbolito - Cangrejos | - Miniaio - Tusaquilla (Cantera) - Tambillos - San Jose de Miraflores - Rachaite - Quichuagua - Muñayoc - Cince | - Doncellas Chicas - Doncellas Grandes - Rumicruz - Potrero - Agua Caliente de la Puna - Agua Caliente - Lulluchayoc - La Redonda |